# L'Ogre (Richier)
Pour les articles homonymes, voir Ogre (homonymie).
L'Ogre est une sculpture de Germaine Richier  en bronze patiné foncé, réalisée en 12 exemplaires en 1949. Elle représente un nu masculin très « cabossé » réalisé avec son modèle favori, l'Italien Antonio Nardone. Il a été acheté le 28 juin 2011 par  l'État français, et attribué au Centre national d'art et de culture Georges-Pompidou.

## Historique et description
La silhouette humaine semble sortie de la gangue, encore couverte de boue qui masque les traits du visage, bien assuré sur ses deux jambes mais hésitant à avancer. La critique a été  élogieuse, dithyrambique, même, au sujet de cette œuvre qui faisait fantasmer. Francis Ponge le qualifiait d'homme sauvage dans le catalogue de l'exposition 1948 à la galerie Maeght de Paris. Il voyait dans cet être une variation de King Kong avec des mains d'étrangleur. André Pieyre de Mandiargues en rajoutait encore avec des phrases lyriques comme : « Ces grandes figures de bronze qui tiennent du roc ou de la souche autant que de l'homme écorché.  »
Jean-Louis Prat rejoint la critique de Francis Ponge en soulignant le côté "Formidable  de cet homme brut… avec sa face fendue… un corps massif… qui repose pourtant sur une observation attentive de la nature. Geneviève Breerette voit dans le couple de L'Ouragane et de l'Orage, le plus grand de Richier.
L'Ogre a été acheté chez Christie's à Londres pour 157 000 €  par l'État français, attribué au Centre national d'art et de culture Georges-Pompidou
Une autre version de l'ogre a été achetée aux États-Unis le 9 mai 2012 pour 362,500$. Elle est actuellement à New York, sur la Rockefeller plaza.

### Livres
- André Pieyre de Mandiargues, Germaine Richier, Éditions Synthèses, Bruxelles, 1959.
- Jean-Louis Prat, Germaine Richier, rétrospective, Saint-Paul-de-Vence, Fondation Maeght, 1996, 240 p. (ISBN 978-2-900923-13-9),  rétrospective du 5 avril au 18 juin 1996

### Articles
- Les étranges créatures de Germaine Richier enfin rassemblées par Geneviève Breerette[note 1], Le Monde, 17 avril 1996, p. 22

la page contient aussi un extrait d'entretien de César avec Alain Jouffroy sur Germaine Richier